# Klingska huset

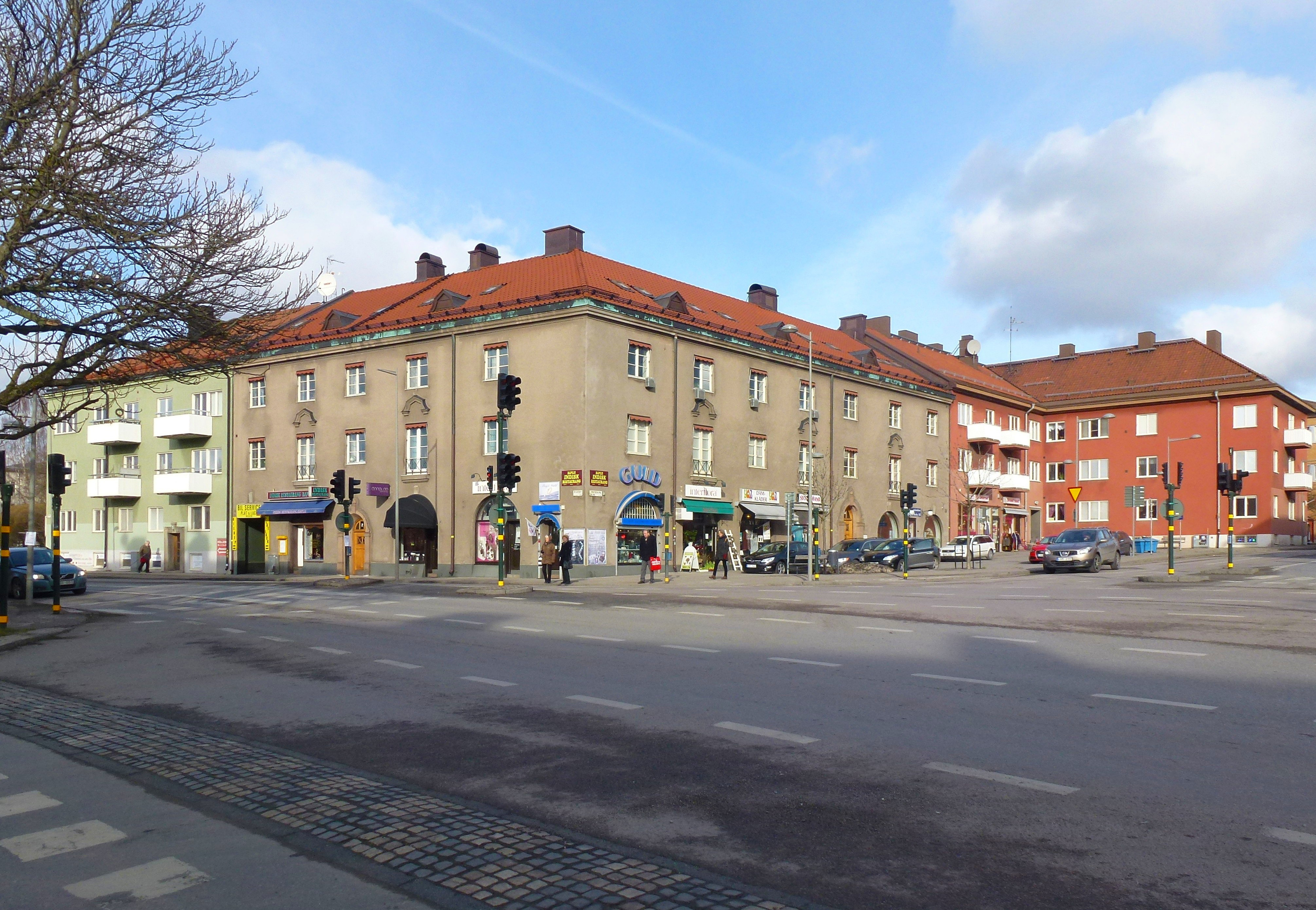
Klingska huset med tillbyggnader (rött och grönt) från 1940.

Klingska huset (fastigheten Tyrannen 1) kallas en kulturhistoriskt värdefull byggnad i hörnet Älvsjövägen 2 / Johan Skyttes väg 200 i stadsdelen Solberga i Söderort. Byggnaden uppfördes 1923–1925 och utgjorde då Älvsjös första centrumbebyggelse. Det stadsmässigt gestaltade flerbostadshuset är det äldsta bevarade hyreshuset i Solberga. Fastigheten är grönmärkt av Stadsmuseet i Stockholm vilket innebär "särskilt värdefull från historisk, kulturhistorisk, miljömässig eller konstnärlig synpunkt".

## Historik

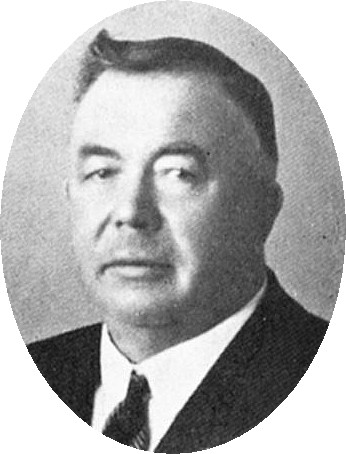
Frans August Kling.

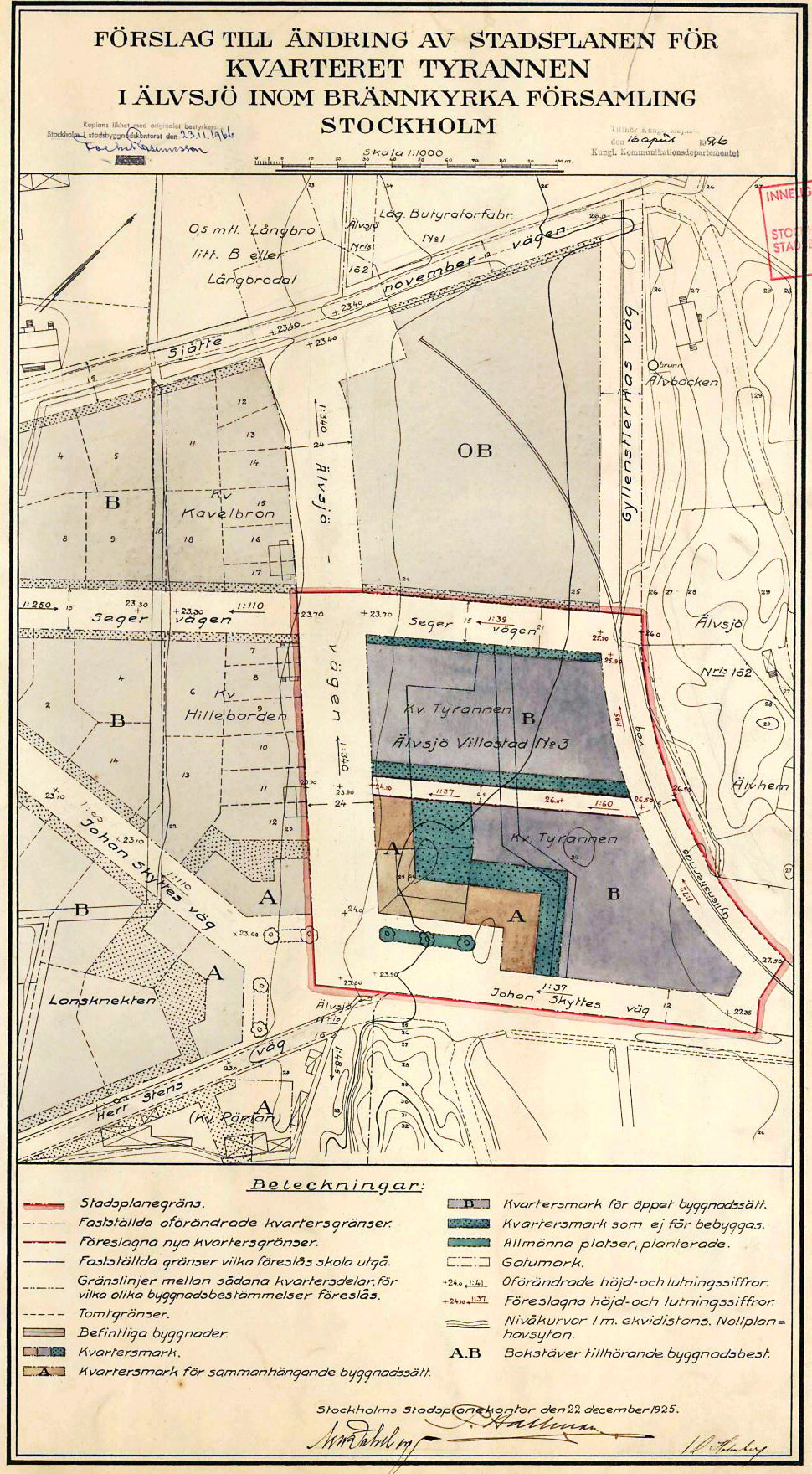
Per Olof Hallmans stadsplan för kv Tyrannen, 1925.

Klingska huset har sitt namn efter sin byggherre, byggmästaren Frans August Kling som även uppförde huset. Kling föddes 1878 i Virserums församling, Kalmar län. Han var bland annat fastighetsvärderingsman för Överståthållarämbetet och Statliga Östra Svealands Bostadskreditförening samt styrelseledamot i Stockholms stads Hypoteksförening och Stockholms stads Bostadskreditförening. Han hade även kyrkliga och kommunala uppdrag i Brännkyrka församling och gravsattes 1944 på Brännkyrka kyrkas kyrkogård.
Den första stadsplanen upprättades 1921 av stadsplanearkitekten Per Olof Hallman och reviderades i december 1925 samt fastställdes i april 1926. Planen redovisade Klings hörnhus som ”befintlig byggnad”. Stadsplanen visade även en framtida förlängning av byggnaden åt norr och öster. Framför huset anlades en mindre plats med plantering där bussen kunde stanna. Här fanns även en bensinpump med Shell-bensin. Området blev Älvsjös första centrum. När stadsdelsgränsen mellan Älvsjö och Solberga drogs 1945 hamnade Klingska huset i Solberga.
Till arkitekt anlitade Kling J.V. Söderström som ritade ett bostads- och affärshus inspirerat av Stockholms innerstads 1920-talsklassicism. Huset byggdes i vinkel med en länga mot Älvsjövägen och en mot Johan Skyttes väg, direkt mittemot Älvsjö station. I bottenvåningen anordnades butikslokaler och i de båda våningsplanen bostäder. På Söderströms bygglovsritningar från 1923 syns hur lokalerna i bottenvåningen skulle användas. Här fanns bland annat en järnhandel, en bröd- och mjölkbutik, en speceriaffär, en charkuteriaffär och ett apotek med tillhörande lokaler i källarvåningen. Fasaderna putsades och smyckades med nyklassicistiska detaljer. De båda huvudentréerna fick omfattningar av röd granit med voluter och slutsten.
I huset fanns även ett postkontor som låg mot Johan Skyttes väg. Av ett vykort från 1930-talet framgår några av butikerna: Älvsjö Järnhandel, skoaffär, kemtvätt och sybehör med herrekipering. På hörnet låg en urmakare som skyltade med en stor klocka på fasaden, i dag (2022) hyr en guldsmed lokalen. Postkontoret fanns kvar i byggnaden till 1940-talets slut då man flyttade tvärs över korsningen till kvarteret Landsknekten. 
I början av 1940-talet förlängdes huset åt norr och öster i enlighet med stadsplanen från 1926. Även här var August Kling byggmästare, dock inte byggherre. Arkitekterna var Karl-Erik Barkelund (Älvsjövägen 4, Tyrannen 7) respektive Stig Liljeberg (Johan Skyttes väg 198, Solberga 1:1).

## Ritningar

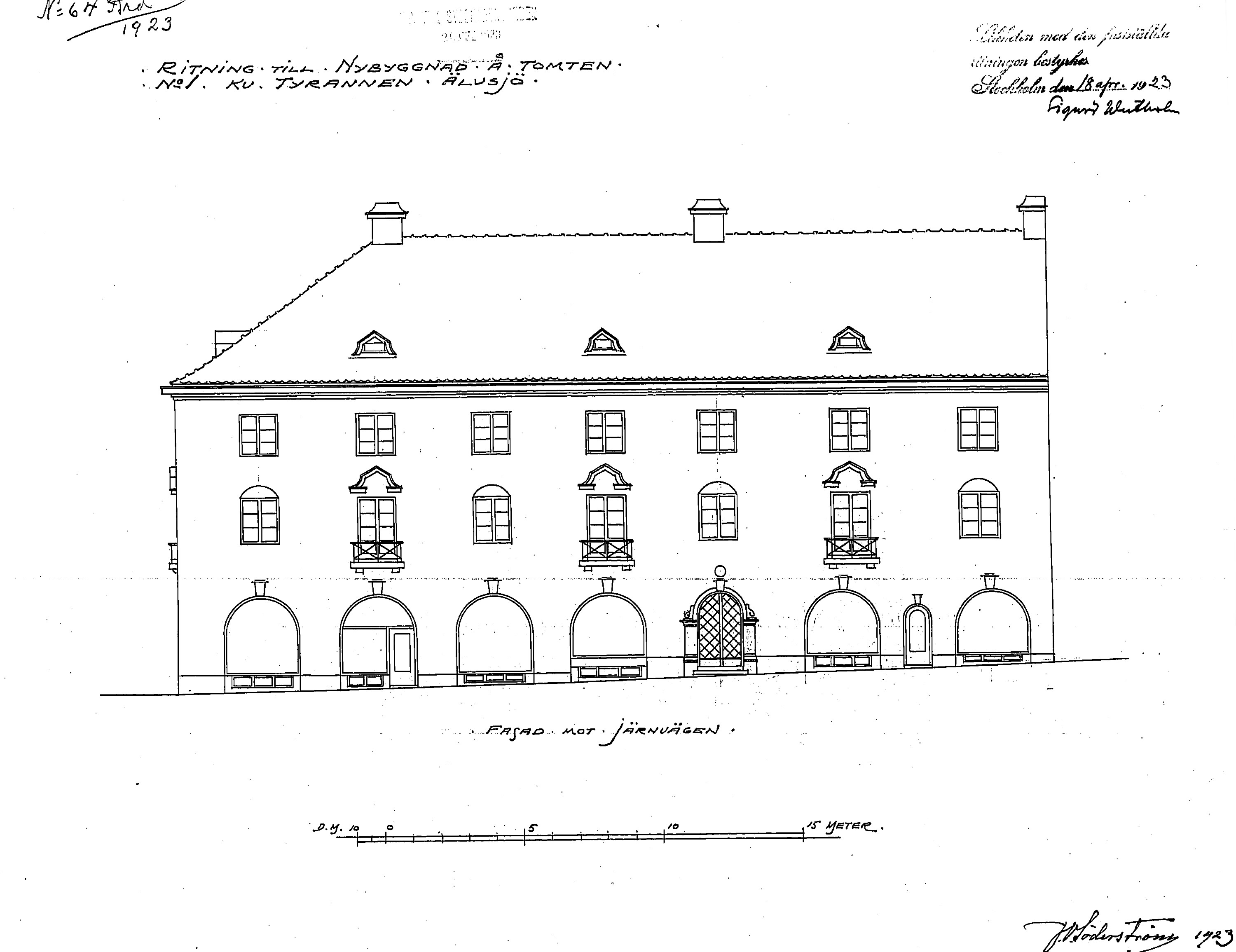
Fasad mot Johan Skyttes väg.
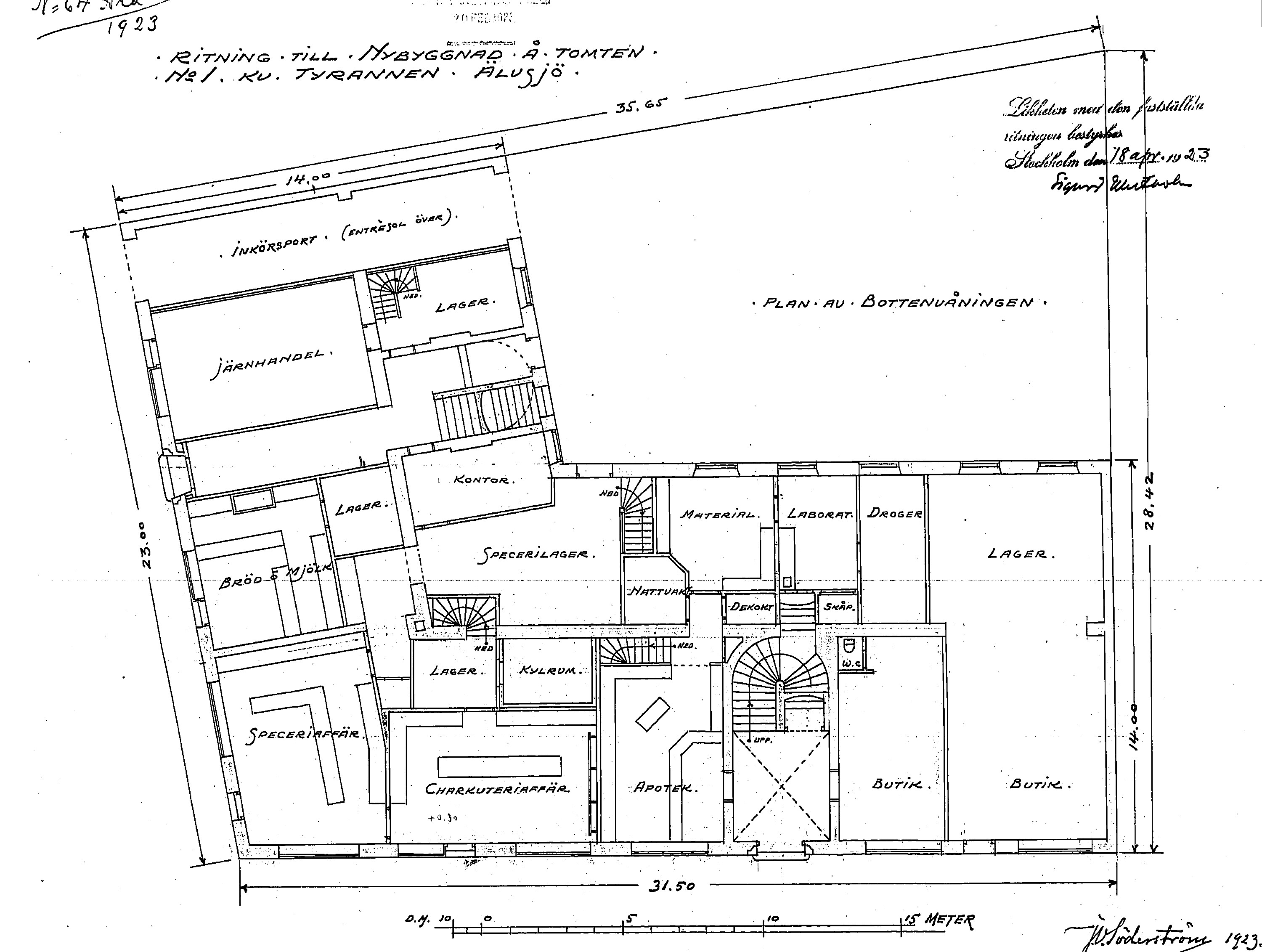
Bottenvåning.
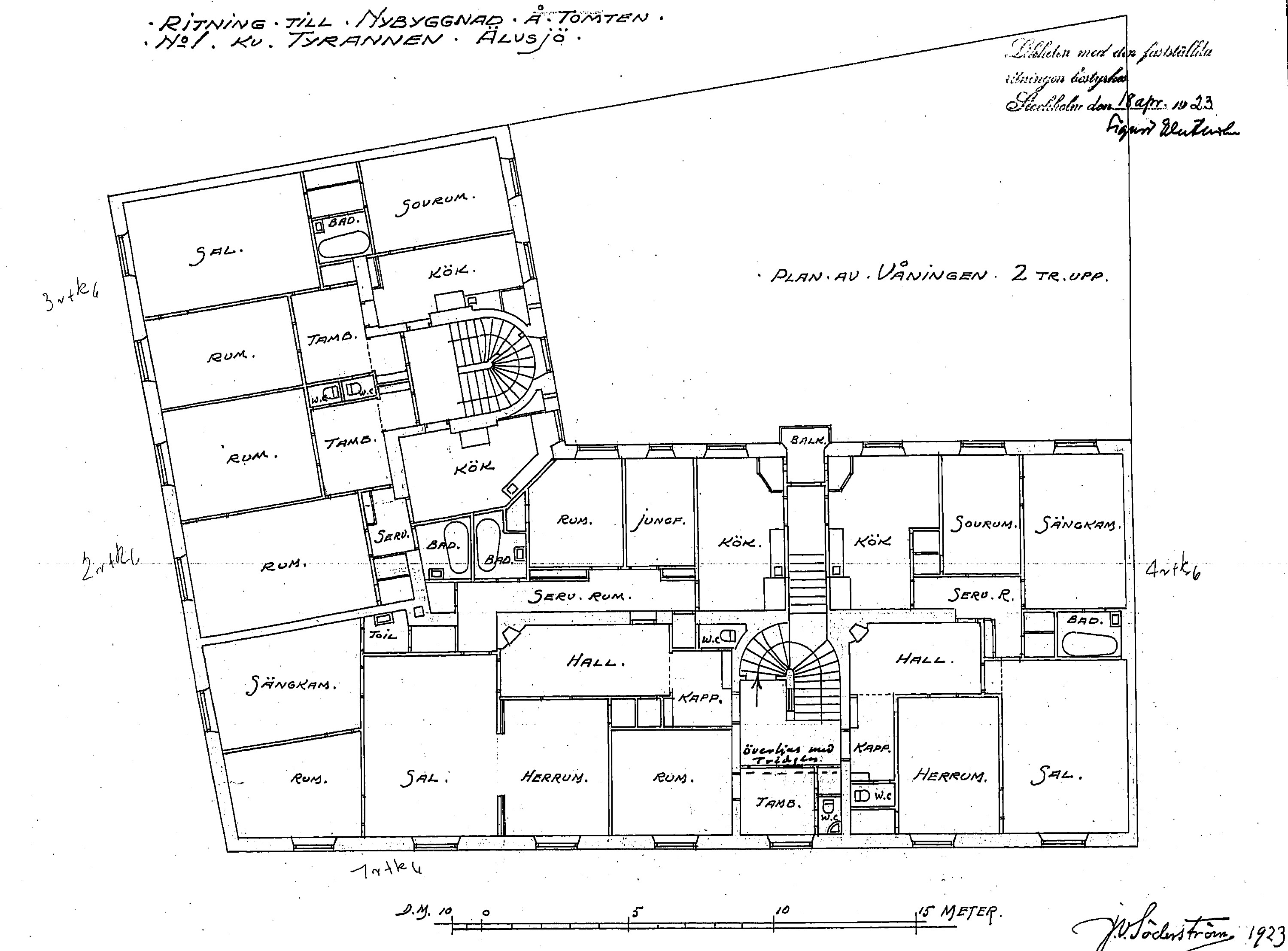
Våningsplan.
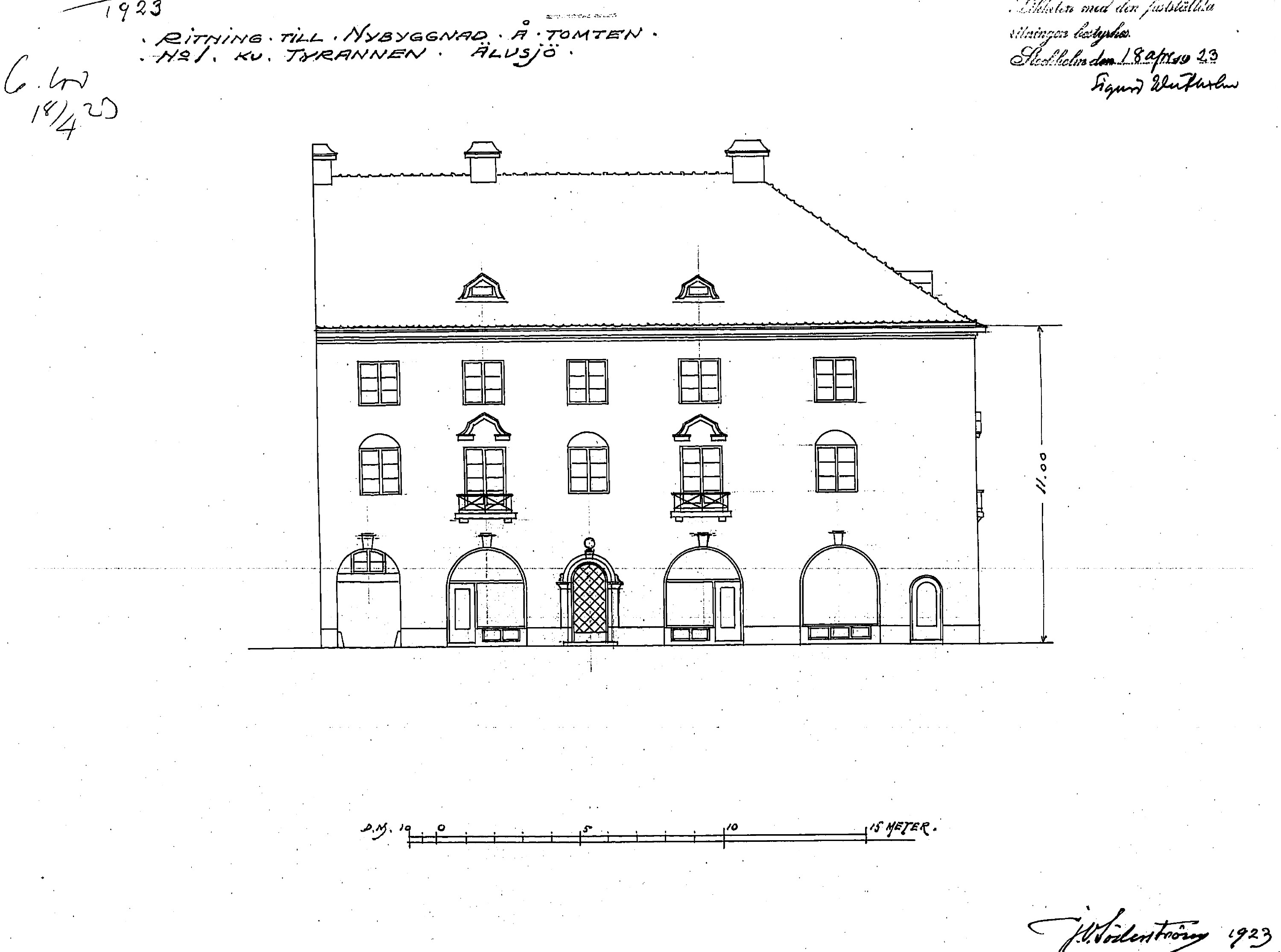
Fasad mot Älvsjövägen.

## Referenser

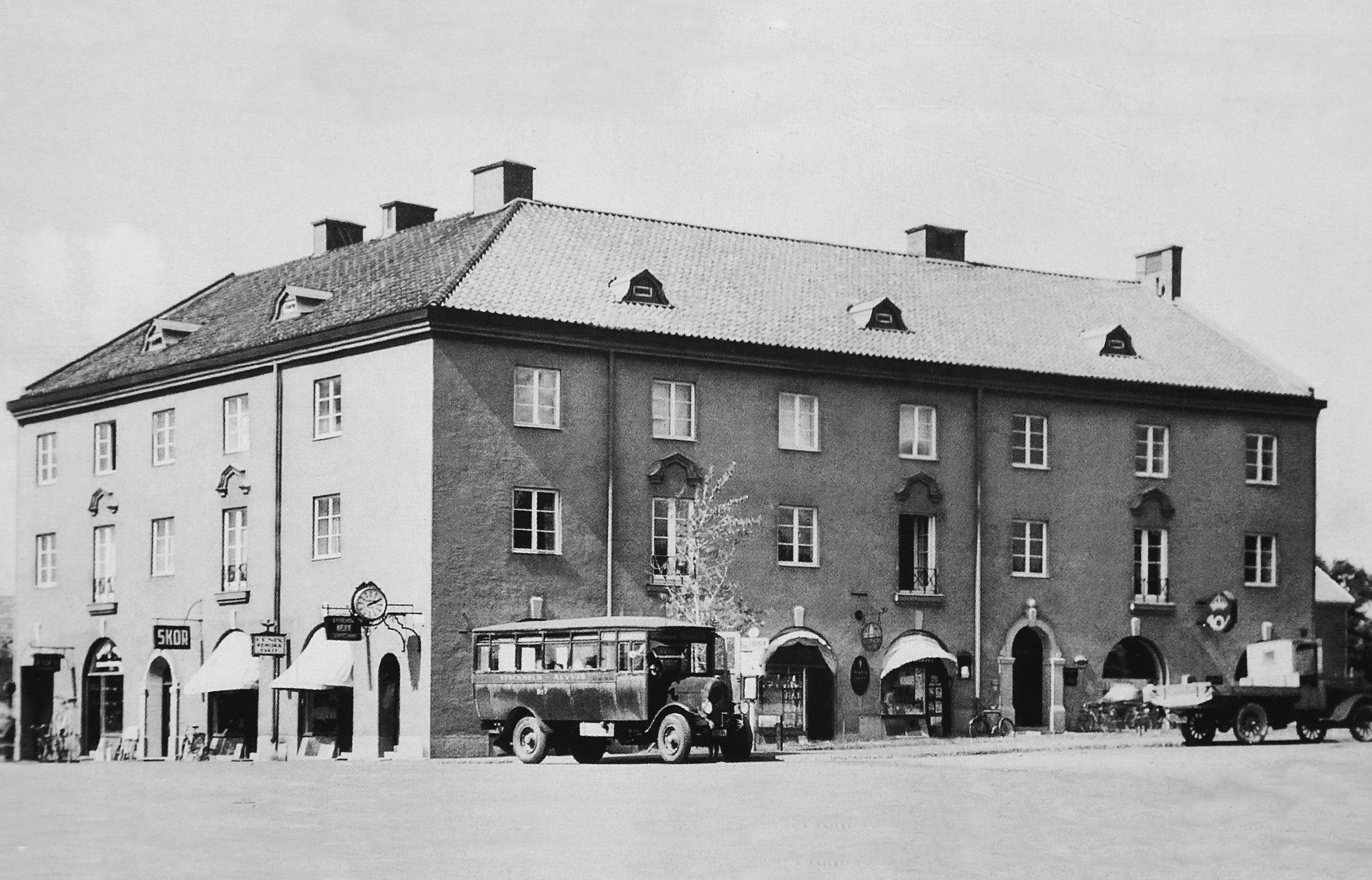
Klingska huset på 1930-talet.

## Bilder

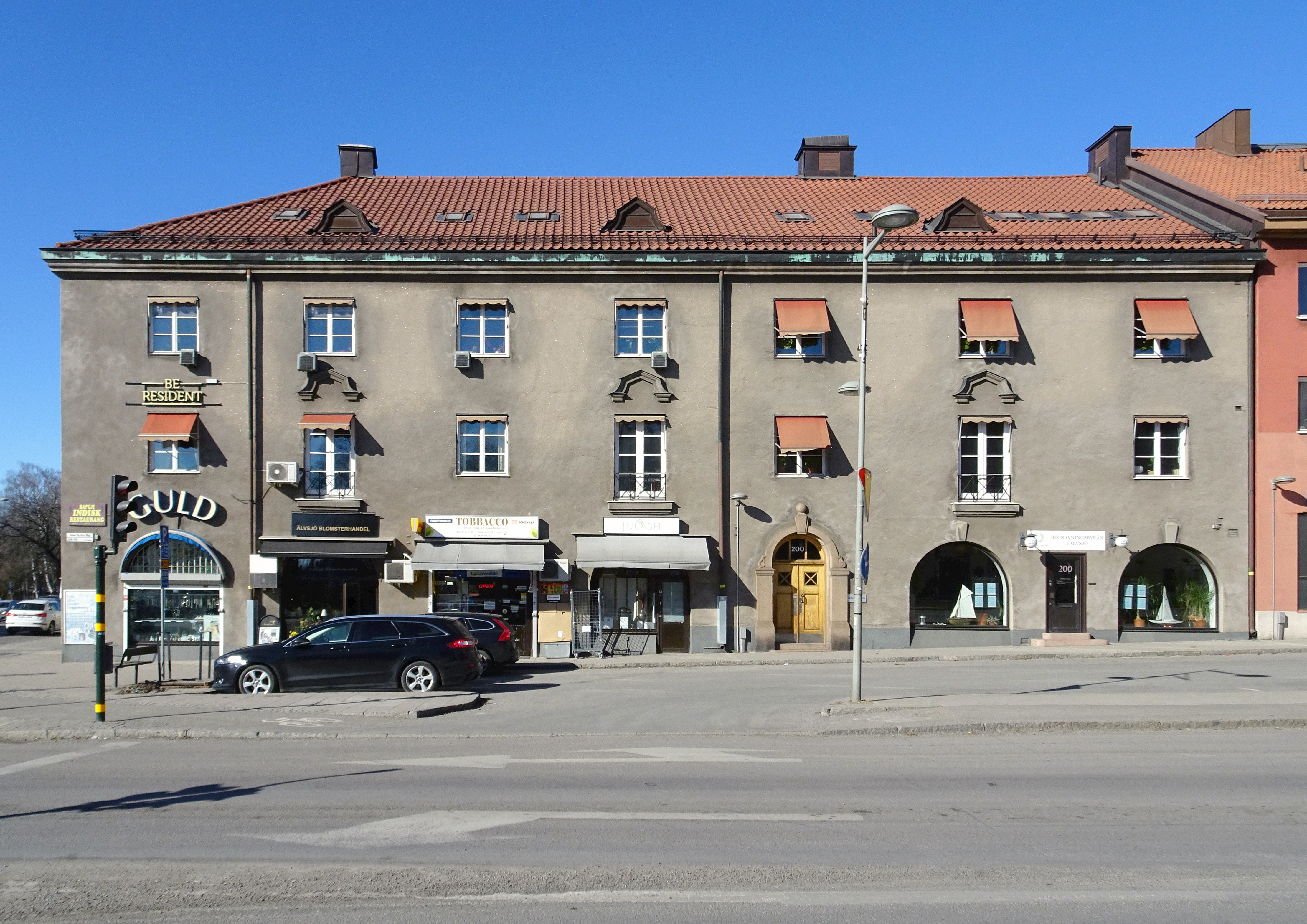
Fasad mot Johan Skyttes väg.
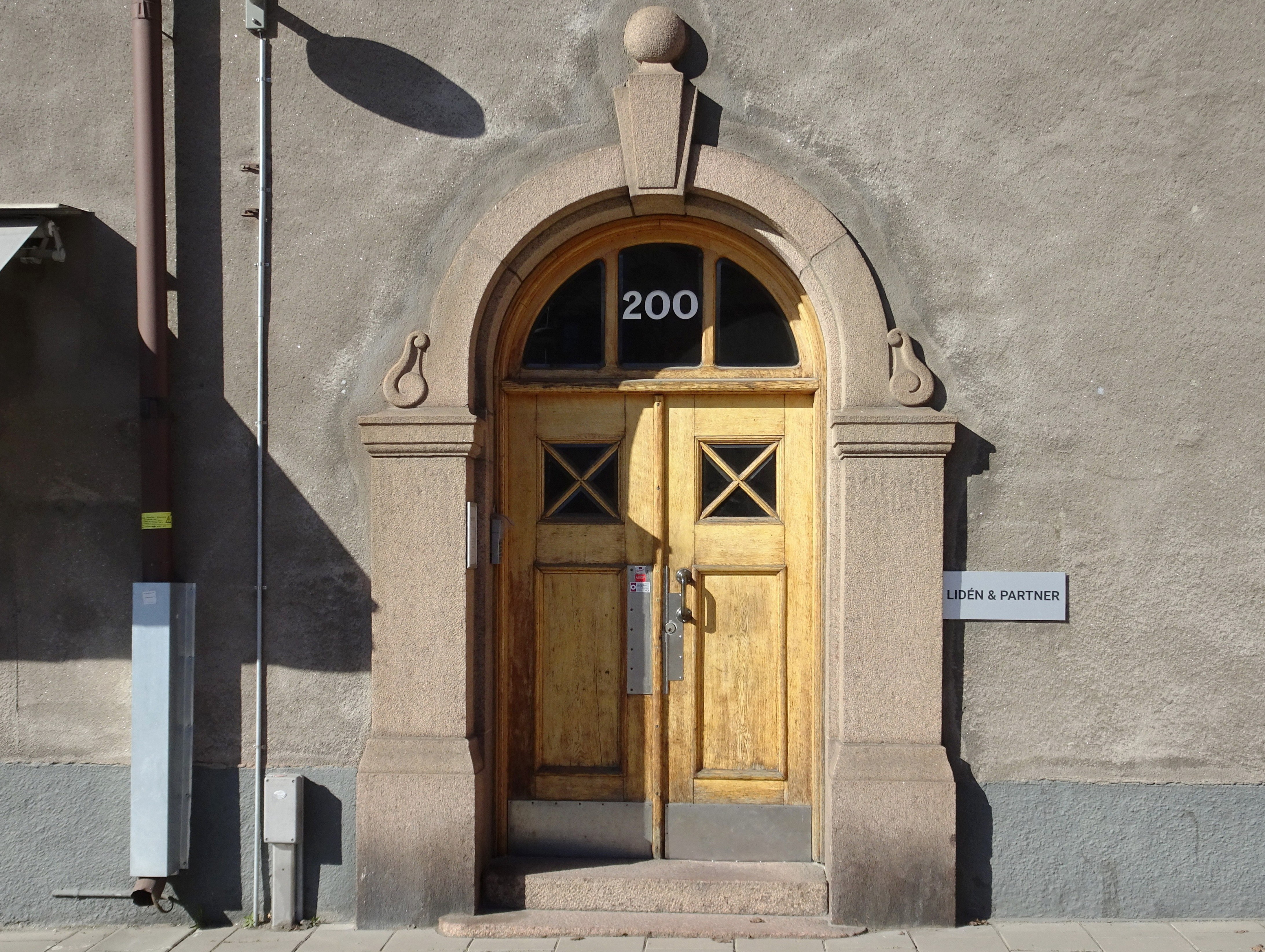
Entrédörr.
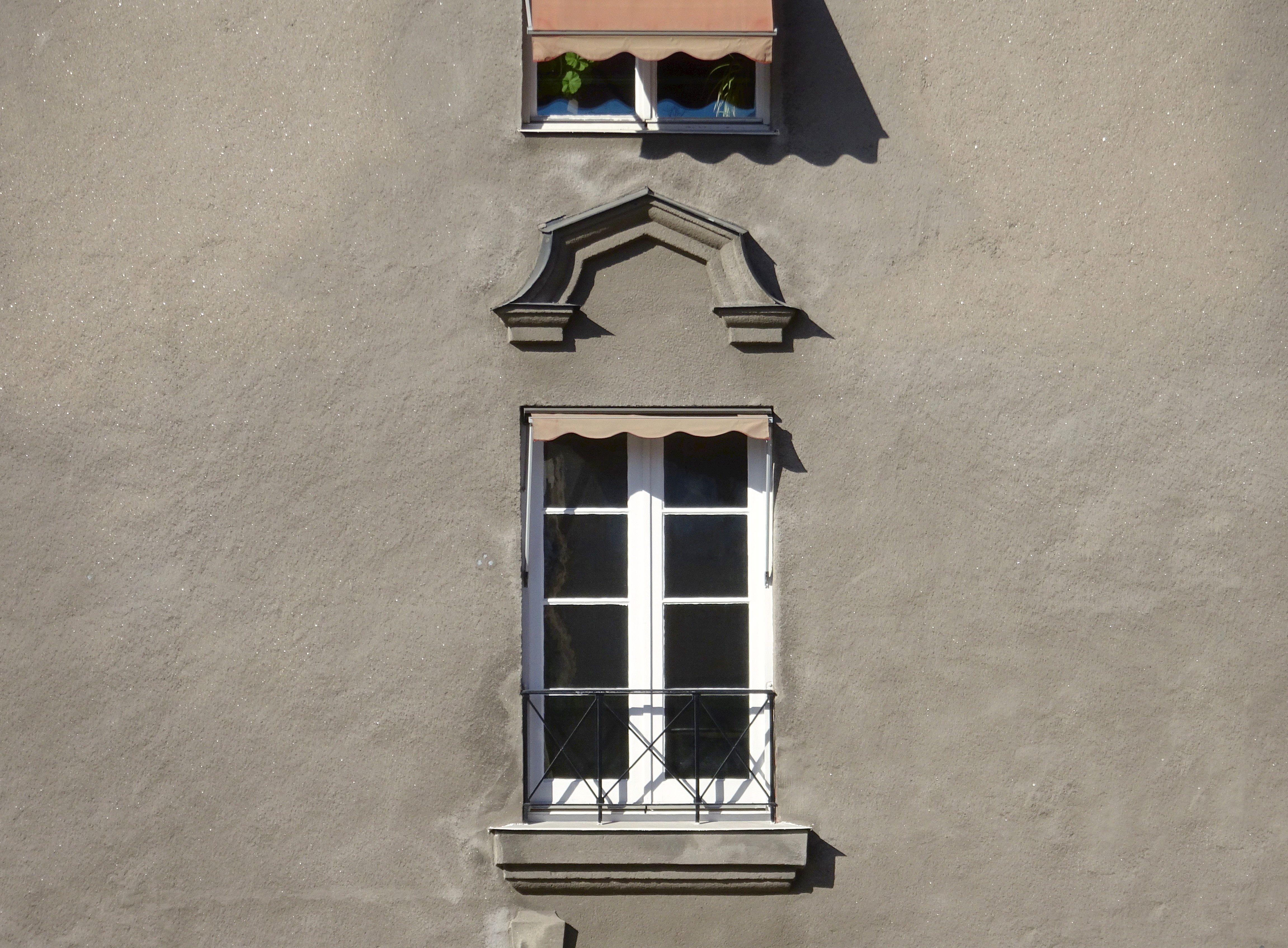
Fönster.
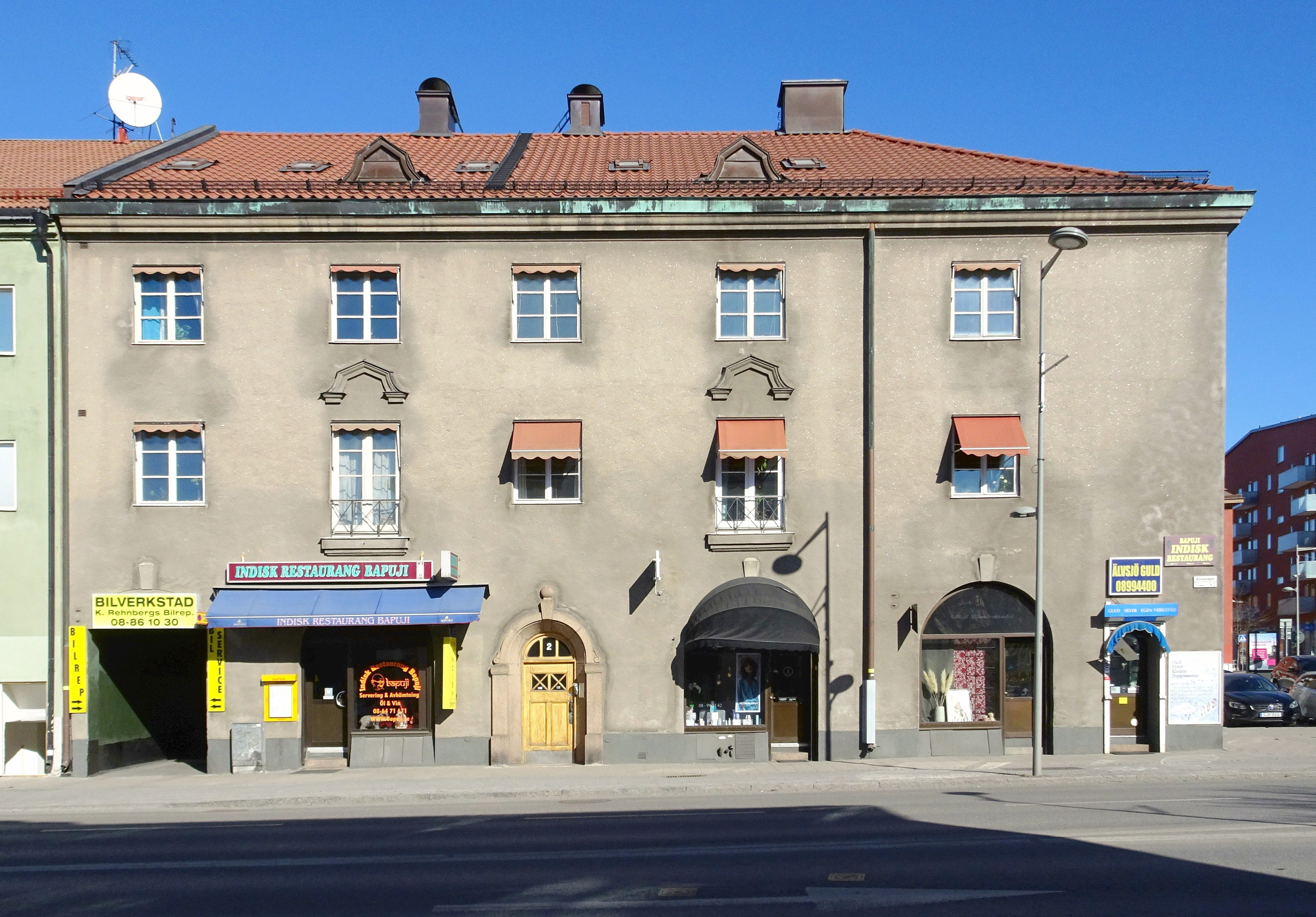
Fasad mot Älvsjövägen.